# 魚沼丘陵

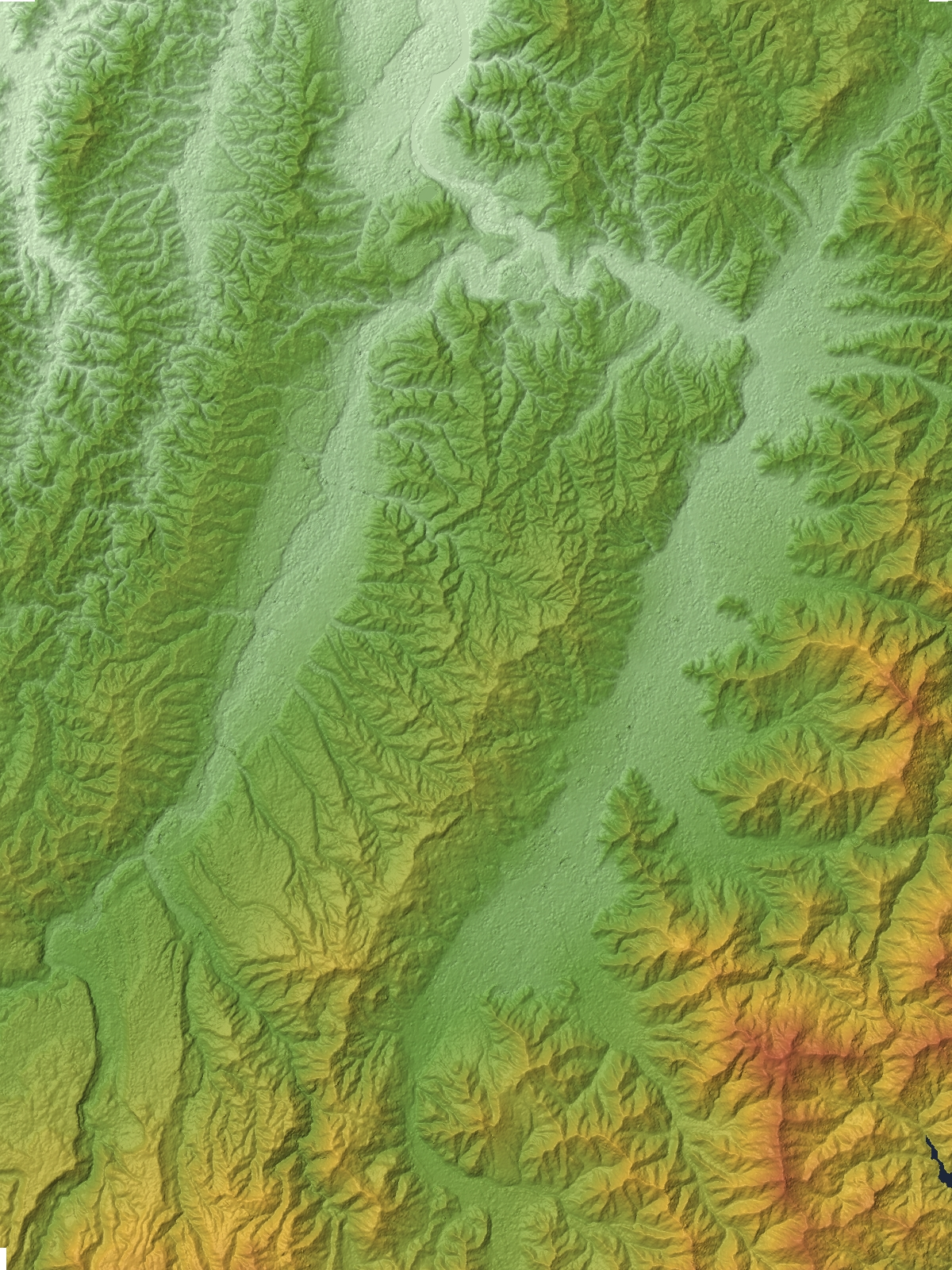
魚沼丘陵の地形図

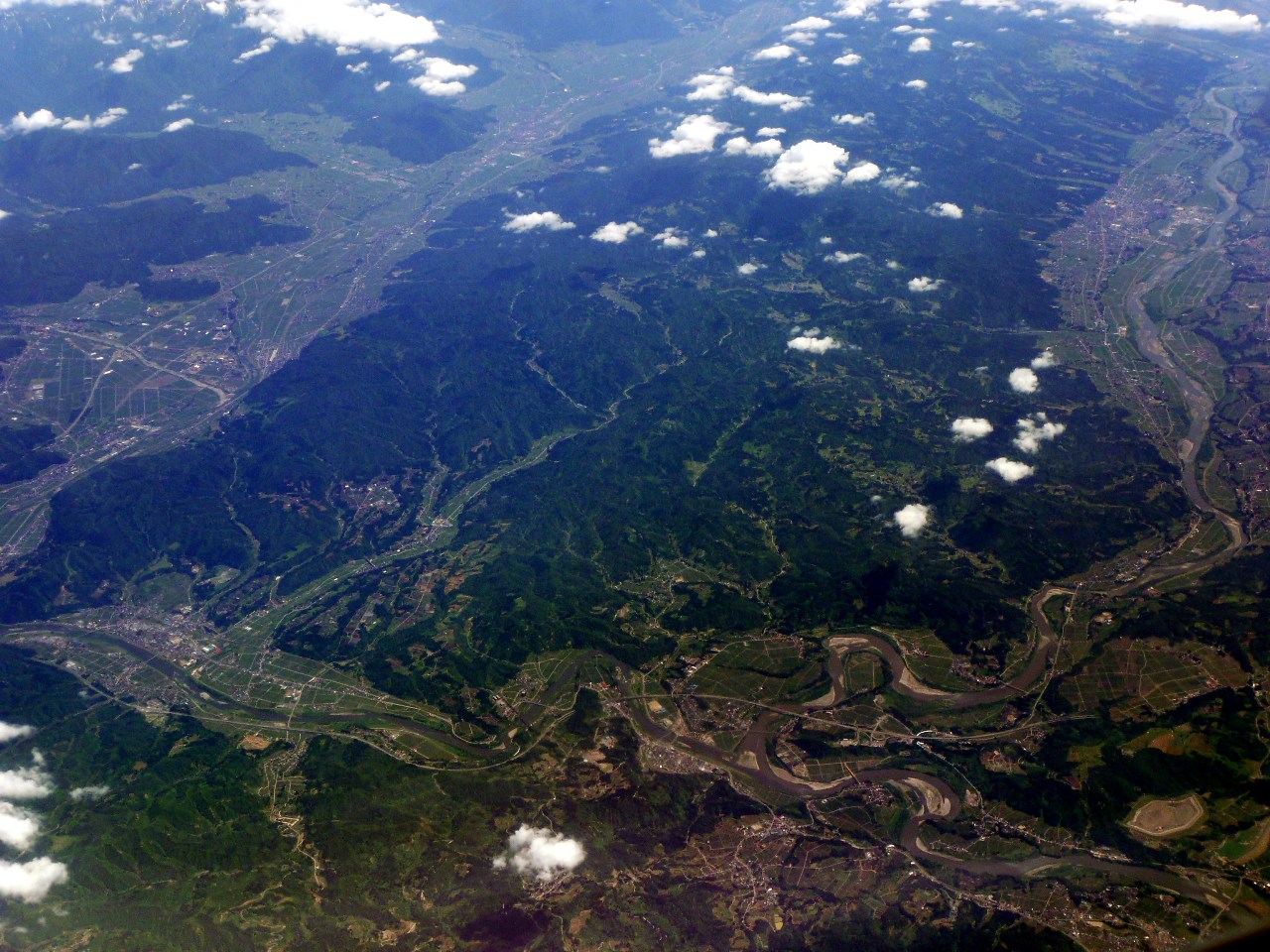
北から見た魚沼丘陵

魚沼丘陵（うおぬまきゅうりょう）は、新潟県中越地方南部にある丘陵。

## 地理
八箇山列（はっかさんれつ）とも言う。
魚野川流域の魚沼盆地（六日町盆地とも）と信濃川流域の十日町盆地を隔てている。行政区分では湯沢町、十日町市、南魚沼市、魚沼市などにまたがる。長さは約30キロ、幅は約10キロであり、南北方向に長い丘陵である。南部は越後山脈（三国山脈）と接している。
魚沼丘陵の最高峰は当間山（あてまやま、1017m）。丘陵の標高は概して500mから700mであり、南から北に向かうにつれて高度を下げる。北端部の魚沼市や長岡市川口地区付近では、魚野川が破間川と合流し西に転じ、さらに信濃川に合流する。この3本の川で全体的には大きな「H」の字を形成している。十日町盆地をはさんで西側にある東頸城丘陵とともに、東西方向の圧縮を受けて隆起した褶曲帯である。
北越急行ほくほく線には魚沼丘陵駅がある。豪雪地帯であり、東麓を上越新幹線が通ることもあってスキー場が多く開発されている。

## 横断・縦断する主な道路
- 国道252号
- 国道253号
  - 上越魚沼地域振興快速道路 - 八箇峠道路 - 八箇峠トンネル
- 国道353号
  - 十二峠
- 新潟県道76号十日町当間塩沢線
- 新潟県道82号十日町塩沢線
  - 栃窪峠
- 新潟県道560号田沢小栗山線（通称：魚沼スカイライン）